# Voisinage solaire
Le voisinage solaire est l'ensemble des systèmes stellaires et exoplanétaires « proches » du Système solaire.
Cette expression n'a pas de limite clairement définie et, suivant le contexte, ses limites peuvent varier.